# Viterbe
Viterbe – miejscowość i gmina we Francji, w regionie Oksytania, w departamencie Tarn.
Według danych na rok 1990 gminę zamieszkiwały 234 osoby, a gęstość zaludnienia wynosiła 36 osób/km² (wśród 3020 gmin regionu Midi-Pireneje Viterbe plasuje się na 829. miejscu pod względem liczby ludności, natomiast pod względem powierzchni na miejscu 1366.).